# Thymelaea lythroides
Thymelaea lythroides är en tibastväxtart som beskrevs av Jean François Gustave Barratte och Murb.. Thymelaea lythroides ingår i släktet sparvörter, och familjen tibastväxter. Inga underarter finns listade i Catalogue of Life.